# 劉燮
劉燮（470年—479年6月25日），字仲绥，宋明帝刘彧第六子，母为谢修仪。
宋明帝无生育能力，诸弟的姬妾怀孕后，送入宫中，生子后，杀其母，交给受宠的六宫嫔妃抚养。
泰始六年出生，四月癸亥（470年6月14日），宋明帝封劉燮为晋熙王，食邑三千户，出继宋文帝第九子劉昶。元徽元年，使持节、监郢州、豫州之西阳、司州之义阳二郡诸军事，加封征虏将军，任郢州刺史。
元徽二年五月壬午（474年6月12日），桂阳王劉休范举兵叛乱。当月戊戌（6月28日），晋熙王劉燮、荆州刺史沈攸之、南徐州刺史建平王劉景素、湘州刺史王僧虔、雍州刺史张兴世起兵赴京师勤王。癸卯（7月3日），劉燮遣军攻克寻阳，叛乱平定。七月乙酉（8月14日），劉燮进号安西将军。元徽四年九月己丑（476年10月6日），进号镇西将军。升明元年七月丙申（477年8月9日），进号抚军将军，改任扬州刺史。十二月庚午（478年1月10日），镇守寻阳盆城。升明二年二月丙戌（478年3月27日），进号中军将军、开府仪同三司。九月丙午（10月13日），加封司徒。
建元元年四月甲午（479年5月29日），萧道成受禅，建立齐朝，降封劉燮为阴安县公，食邑一千五百户。五月辛酉（6月25日），劉燮被杀害。